# Ao meu Brasil
Ao meu Brasil è un album in studio del cantante spagnolo Julio Iglesias, pubblicato nel 2001.

## Tracce
1. Dizem Que Os Homens Não Devem Chorar
2. Mal Acostumada
3. História de Amor
4. Se Um Dia Fores Minha
5. Estrada
6. Jogue Para Mim a Culpa
7. Viver a Vida (con Daniel)
8. Dois Amigos (con Zezé Di Camargo & Luciano)
9. Água Doce, Água Do Mar
10. Vida
11. Voa Amigo, Voa Alto
12. Pelo Amor de Uma Mulher
13. 'Canção Do Mar